# Joan Dusai i Durall
Joan Dusai i Durall (Barcelona s.XV - Càller 1507) fou un advocat, representant reial a Mallorca i virrei a Sardenya.

## Família Dusai
Joan Dusai era membre de la família barcelonina dels Dusai. Era fill de Pere Dusai, conseller en cap de la ciutat de Barcelona el 1446, i la seva cosina Constança Dusai i de Casa-saja. Es casà amb Elionor Amat, amb qui tingué dues filles, Anna i Elisabet.

## Jurista
Joan Dusai es doctorà en ambdós drets. El 1461 com a jurista de la Generalitat va donar suport i arguments jurídics per a la revolta contra Joan II en la Guerra Civil catalana. Posteriorment va donar suport al bàndol reialista, segurament atret per la promesa de Joan II d'atorgar un perdó general i respectar les constitucions catalanes tal com es va establir en la Capitulació de Pedralbes.
També intervingué davant de Joan II per aconseguir el perdó dels maonesos, que havien donat suport a la Generalitat en la guerra civil catalana.
El 1486 fou nomenat assessor del lloctinent general a Mallorca, des d'on realitzà una visita oficial a Sícília el 1489.
L'any 1491 realitzà una visita davant Ferran II per, entre altres coses, protestar per la introducció de la Inquisició al Regne de Mallorca.

## Virrei de Sardenya
L'any 1491 Ferran II el nomenà virrei de Sardenya, càrrec que ocupà entre 1491 i 1507, amb l'absència de 1501 quan fou substituït per Benet Gualbes. L'any 1497 convocà Corts a Sardenya que finalitzaren el 1511, ja en època del seu successor Fernando de Rebolledo, per la qual cosa són conegudes com a Corts Dusai-Rebolledo. En aquestes Corts es refermaren els pactes i privilegis de Sardenya acordats en les Corts anteriors de 1421 i 1481, a canvi del pagament de la quota sarda per al donatiu del casament de la princesa Isabel. Com a virrei portà a terme diverses polítiques reials, inclosa l'expulsió dels jueus el 1492. També reforçà les defenses de l'illa, amb construccions com el baluard de la torre de San Pancrazio de Càller conegut encara com a baluard Dusai, o les millores en l'actualment desaparegut castell de Sàsser. També ordenà la realització del retaule pintat de la sala capitular de la catedral de Càller.
Morí el 2 de maig de 1507 a Sardenya.